# Zarit
Zarit (hebr. זרעית) – moszaw położony w Samorządzie Regionu Ma’ale Josef, w Dystrykcie Północnym, w Izraelu.

## Położenie
Moszaw Zarit jest położony na wysokości 640 m n.p.m. w północnej części Górnej Galilei. Leży na zboczu granicznego wzgórza, na południe od którego jest wadi strumienia Becet. Po przeciwnej stronie wadi wznosi się góra Har Szomer (590 m n.p.m.). Okoliczne wzgórza są zalesione. W odległość 100 metrów na północ i wschód od moszawu przebiega granica Libanu. W otoczeniu moszawu Zarit znajdują się moszawy Szetula, Ewen Menachem, Szomera i Goren, kibuc Elon, wioska komunalna Gornot ha-Galil, oraz arabska wioska Aramisza. Na zachodzie leży graniczny posterunek wojskowy Al-Bustan, a na północnym wschodzie Zarit i Liwne. Na południowy zachód od moszawu znajduje się baza wojskowa Szomera, będąca bazą 300 Brygady Piechoty (rezerwowa) Baram. Po stronie libańskiej są wioski Al-Bustan, Marwahin, Ramja i Ajta asz-Szab. Na zachód i wschód od moszawu, po libańskiej stronie granicy są także położone posterunki obserwacyjne sił pokojowych UNIFIL.

### Podział administracyjny
Zarit jest położony w Samorządzie Regionu Ma’ale Josef, w Poddystrykcie Akka, w Dystrykcie Północnym Izraela.

## Demografia
Stałymi mieszkańcami moszawu są wyłącznie Żydzi. Tutejsza populacja jest świecka:

Źródło danych: Central Bureau of Statistics.

## Historia

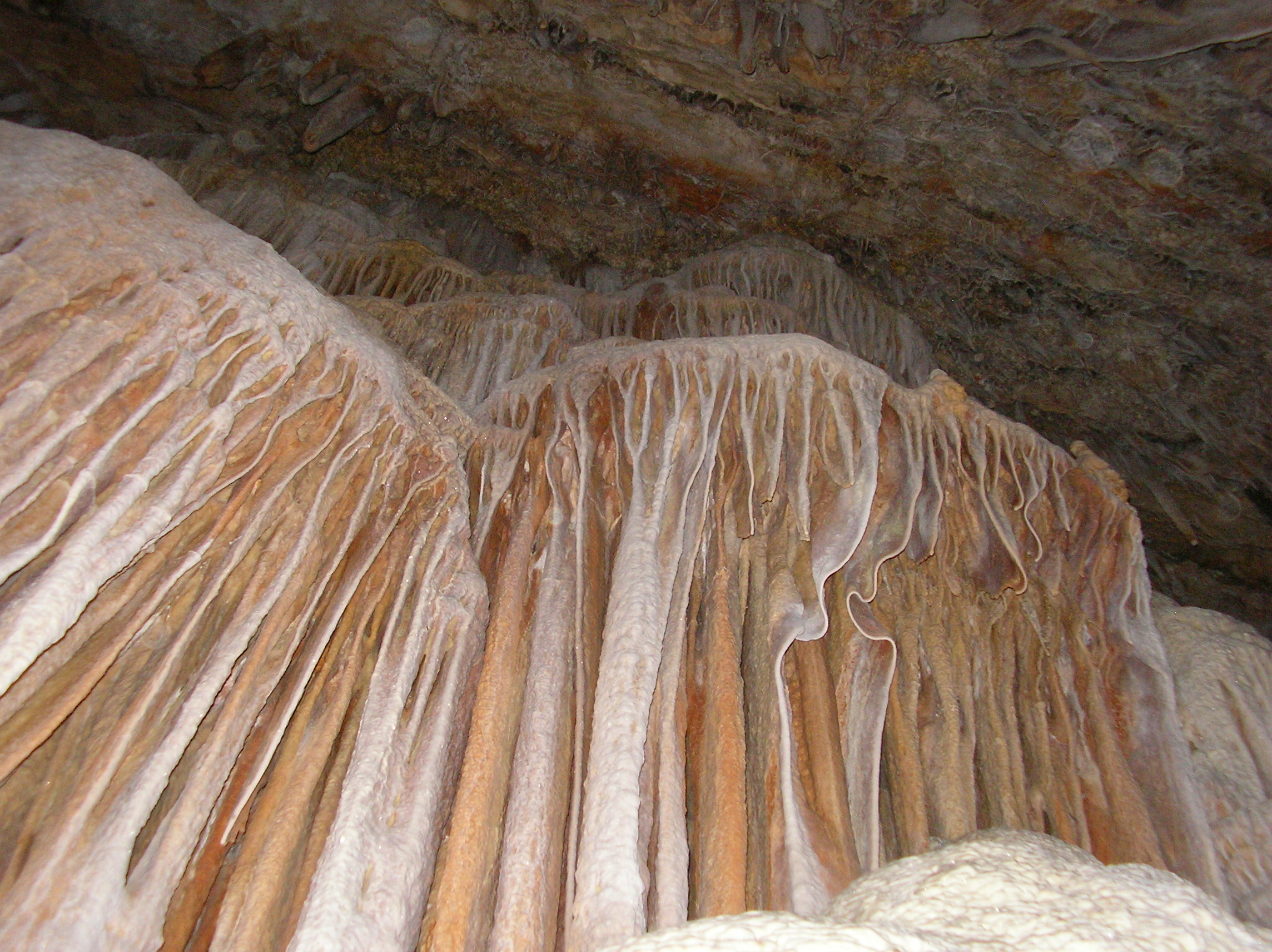
Jaskinia przy moszawie Zarit

Badania archeologiczne odkryły na tym terenie pozostałości osadnictwa z czasów rzymskich i arabskich. Współczesny moszaw został założony w 1967 roku w ramach rządowego programu Sof Sof, którego celem było wzmocnienie obecności żydowskiej przy granicy libańskiej. Grupa założycielska składała się z 15 młodych rodzin wywodzących się z pobliskich osiedli rolniczych. Przez pierwsze lata byli pozbawieni drogi dojazdowej i energii elektrycznej. Początkowo moszaw nazywał się Kefar Rozenwald (hebr. כפר רוזנואלד), na cześć amerykańskiego filantropa Williama Rozenwalda. Mieszkańcy nie chcieli jednak zgodzić się na tę nazwę, i po dwóch latach zmieniono ją na obecną – jest to kompromis, gdyż nazwa Zarit jest skrótem od hebrajskiego zdania „Zecher Rozenwald Ammenu Jisza’er Tamid” (pol. Pamięć Rosenwelda zawsze będzie z nami). W latach 80. XX wieku moszaw dotknął głęboki kryzys ekonomiczny, który zmusił jego mieszkańców do przeprowadzenia częściowej prywatyzacji. W dniu 12 lipca 2006 roku w pobliżu moszawu doszło do incydentu w Zarit-Szetula. Pod osłoną ostrzału rakietowego na moszaw Ewen Menachem, oddział Hezbollahu zabił trzech i wziął do niewoli dwóch żołnierzy izraelskich. Odbywali oni rutynowy patrol granicy izraelsko-libańskiej. Kolejnych pięciu żołnierzy poniosło śmierć w trakcie nieudanej próby odbicia zakładników. Zniszczeniu uległ także czołg armii izraelskiej. Incydent doprowadził do wybuchu II wojny libańskiej. W ostatnim czasie przy moszawie odkryto unikatową jaskinię z pięknymi formami naciekowymi.

## Edukacja
Moszaw utrzymuje przedszkole. Starsze dzieci są dowożone do szkoły podstawowej w moszawie Becet lub szkoły średniej przy kibucu Kabri.

## Kultura i sport
W moszawie znajduje się ośrodek kultury z biblioteką. Z obiektów sportowych boisko do koszykówki, oraz sala sportowa z siłownią.

## Infrastruktura
W moszawie jest przychodnia zdrowia, synagoga, sklep wielobranżowy oraz warsztat mechaniczny.

## Gospodarka
Gospodarka moszawu opiera się na drobnym rolnictwie – uprawy kwiatów w szklarniach oraz winnica. Jest tu także ferma drobiu i hodowla bydła mlecznego. Większość mieszkańców dojeżdża do pracy w pobliskich strefach przemysłowych.

## Transport
Przez moszaw przebiega droga nr 8992, którą jadąc na północny wschód dojeżdża się do przygranicznej drogi nr 8993. Natomiast jadąc na południe dojeżdża się do moszawu Szomera i skrzyżowania z drogą nr 8933. Jadąc nią na południe dojeżdża się do drogi nr 899, lub na wschód do moszawu Ewen Menachem.